# Li Yu
Li Yu (李漁), född 1610 i Rugao, Jiangsu, död 1680, även kallad Li Liweng (李笠翁), var en kinesisk skådespelare, författare och kritiker.
Li, vars ursprungliga namn var Li Xianlü (李仙侣), reste runt med sitt eget sällskap och spelade teater. Han skrev både episka och dramatiska verk och var mycket uppskattad av sin samtid, inte minst för de vågade berättelserna. Delar av hans produktion läses och spelas fortfarande i Kina, även om den bok han kanske är mest berömd för utomlands, Den köttsliga bönemattan, fortfarande upplevs som alltför erotisk för att kunna publiceras i Folkrepubliken Kina.

## Verk i översättning
- Hanan, Patrick.; Li Yu (1996) (på obestämt språk). Carnal Prayer Mat [Elektronisk resurs]. University of Hawaii Press. Libris 14570830. ISBN 978-0-585-25708-2